# 縮毛
縮毛（しゅくもう）とは、毛髪が縮れていること。特に頭髪のことを言う。縮れ毛（ちぢれげ）、ともいう。人工的に創りだすパーマネントウエーブの手法が開発され、自然の縮毛のことを天然パーマ（てんねんぱーま）というレトロニムで呼ばれることもある。

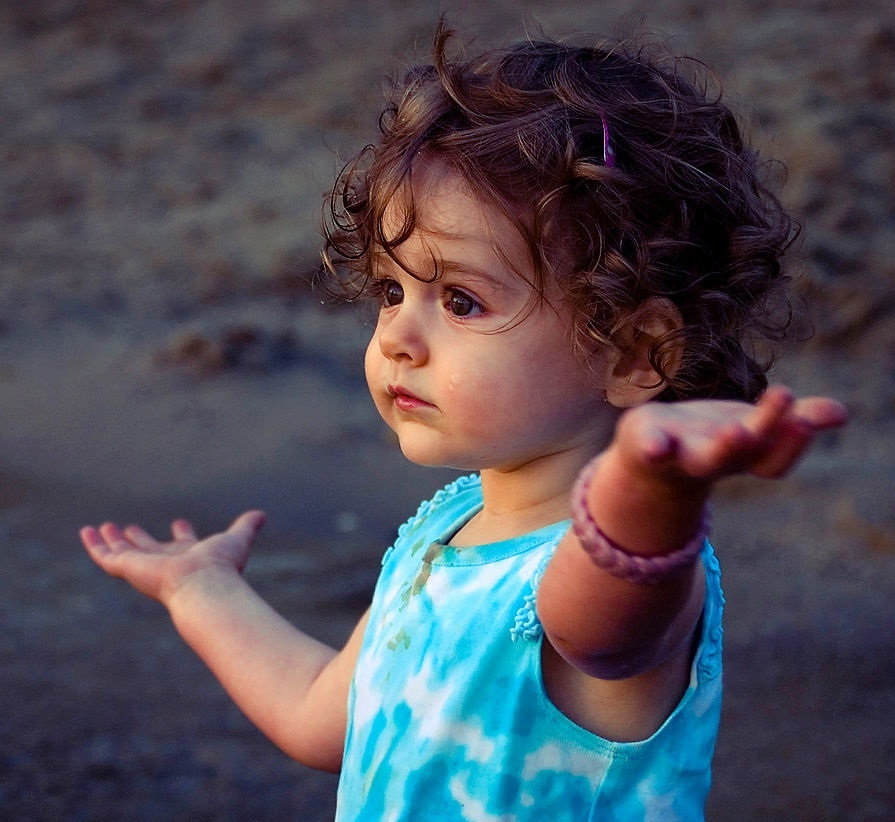

## 概要
縮毛は、遺伝により起こるとされており、毛のタンパク質がずれた形でS-S結合を起こすことによって、髪全体の縮れがおきるとされる。

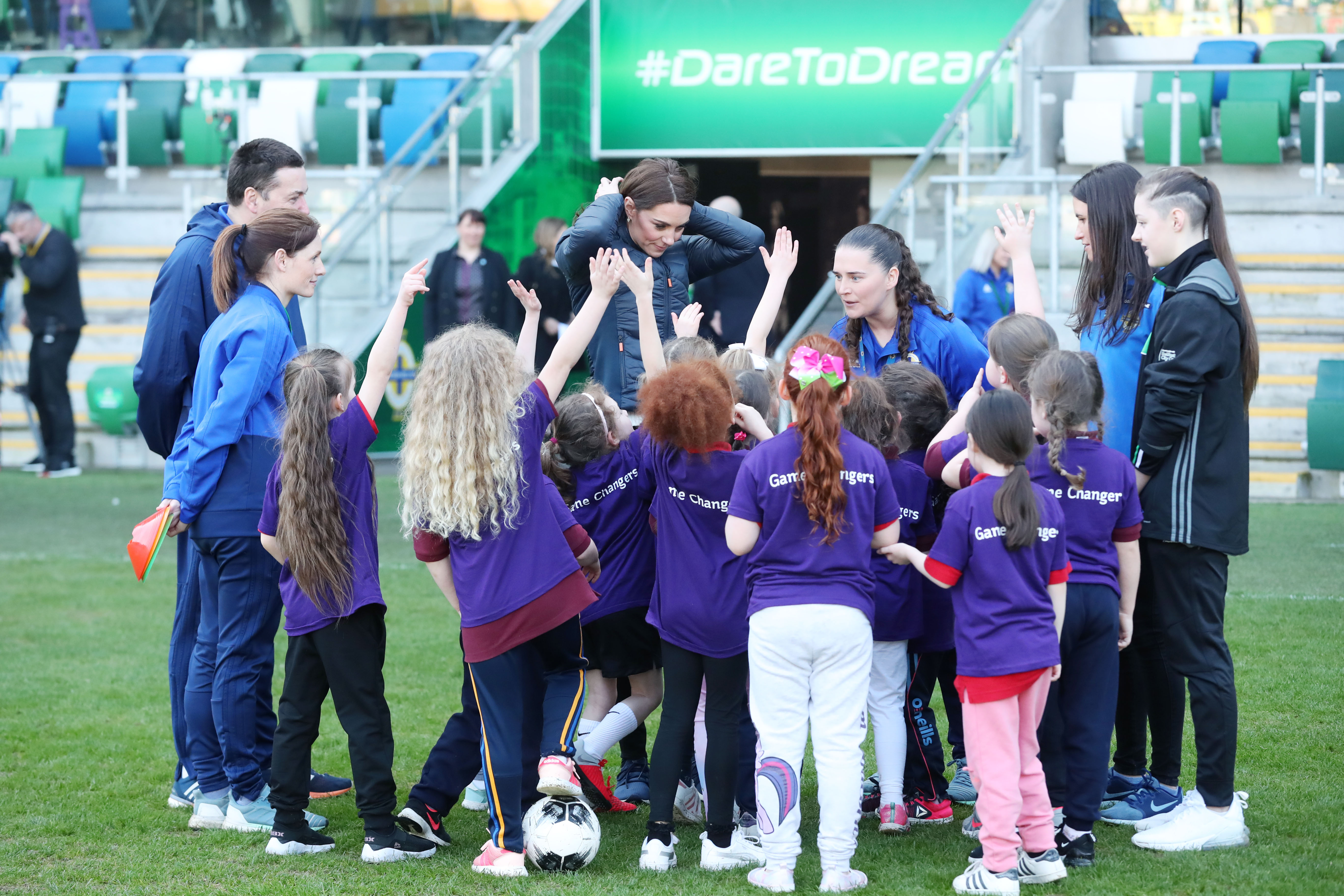
アイルランドのサッカーイベントのキャサリン妃と一般子供たち（2019年）色々なウェーブの髪

## 縮毛矯正
縮毛に悩む者は、矯正剤などを利用して矯正を行う場合がある。しかし、近年ではそれらの治療の危険性も指摘されており問題となっている。詳しくは縮毛矯正を参照。

## 文化としての縮毛

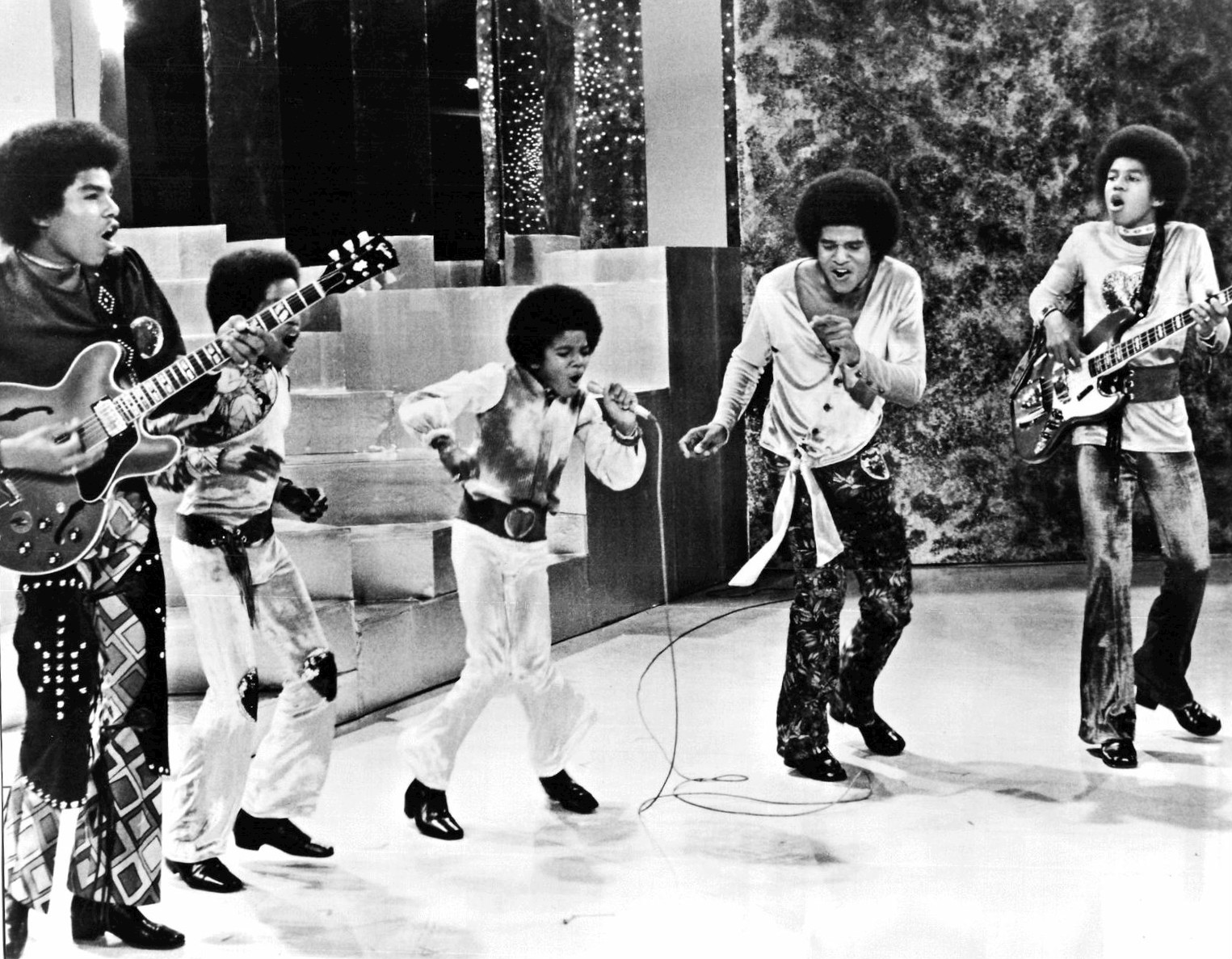
ジャクソン5（1971年）

一般的に熱帯地域の人種が縮毛で寒冷地の人種が直毛の傾向にある。アフリカ系の黒人は非常に強い直射日光の関係からアフロという非常に強い縮れ毛が進化の過程で人種的特徴として生まれる。一方で白人は直毛からくせ毛が一般的である。中間に存在する中東ではぼさぼさに近い縮れ髪からくせ毛や直毛が分布している。一方でアフリカから非常に遠い東洋は直毛が一般的であるが、日本でも「天パ（天然パーマの略称）」という表現があるように、アジア人の中にも、くせ毛や縮れ毛の遺伝を持った人が存在する。
奴隷としてアフリカからアメリカ大陸に連れてこられたアフリカ系のアメリカ人の間では、特に人種差別の観点から肌の黒さ、鼻の大きさ、唇の太さ、アフロなどの黒人の人種的特徴が醜い条件とされ、それが黒人の間でも長らく常識とされていた。ただし市民権運動の啓蒙活動の一環でBlack is Beautifulと主張されるようになる。しかし特に黒人女性の間では、アフロの髪型は女性的でないなどの感覚・偏見・美意識などが存在し髪に対する扱いは複雑である。現在でも女性で膨れる丸いアフロの髪型はまれであるが、ドレッドのように縮れ毛で長毛にするなどの工夫がある。
平安期以降の日本では元来一般的には直毛が美の条件とされてきたが、16世紀後半ごろには、諸外国の影響により人工的に縮毛を発生させるファッションが確認されており、くせ毛を美としてとらえる文化が垣間見える。また、特に70年代、アメリカのロックやブルースなどのアフリカ系のアメリカ人の大衆音楽が世界を席巻したときは「かっこいい」ということで男性の間で髪型を縮れ毛にするなどの現象が見られた。文献的には、『源氏物語』空蝉の巻に、軒端荻の髪の描写として、「ねぢけたるところなく」と強調しており、裏を返すと、縮毛の女性がいたことを表し、絵画資料的には、『男衾三郎絵詞』に縮毛の女性が描かれている（橋本澄子編 『日本の美術 結髪と髪飾 第23号』 至文堂 1968年 pp.32 - 33）。皮膚医学の観点からは、日本人の10人中約半数は縮毛の性質を持つともいわれる（前同 p.33）。

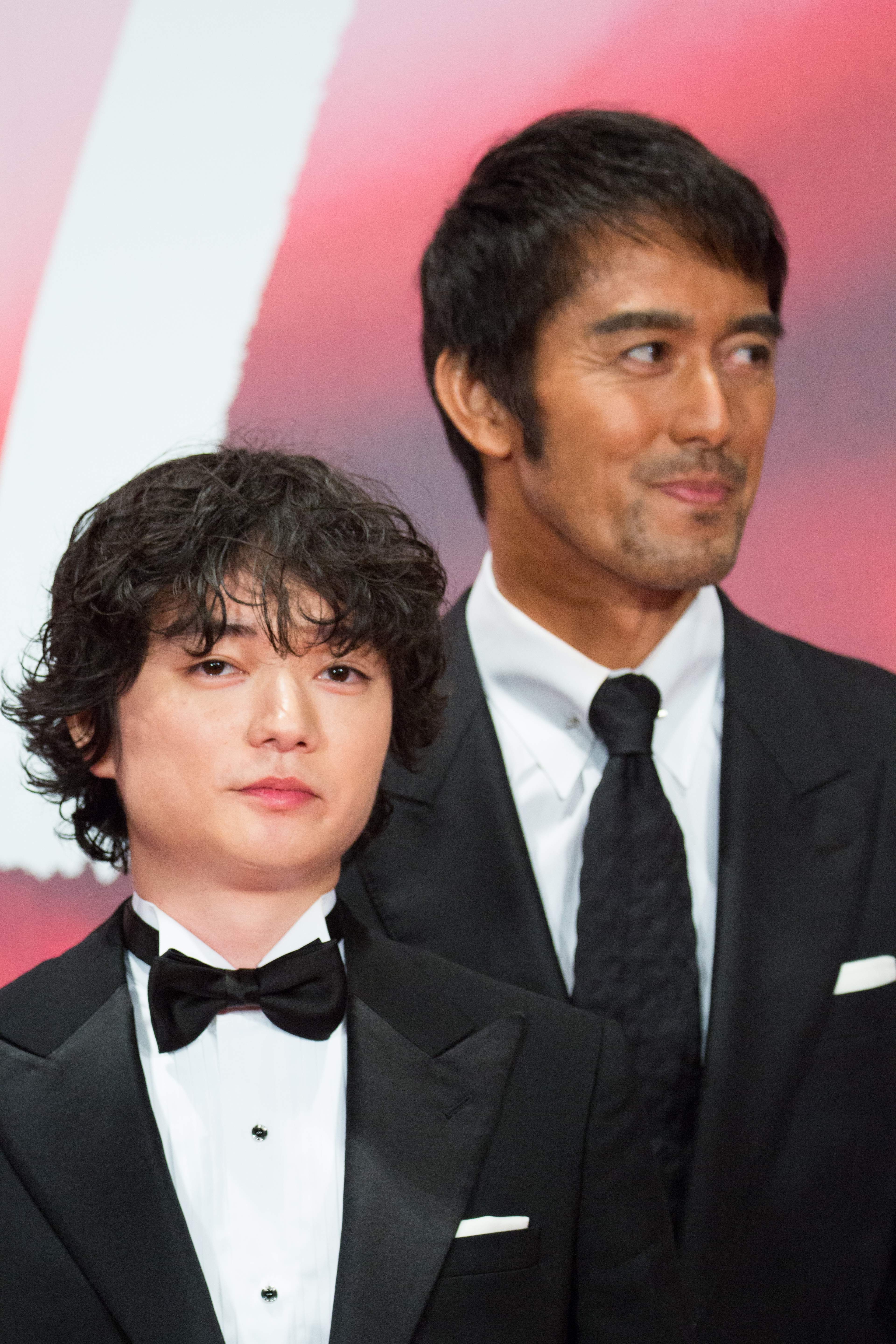
第30回東京国際映画祭の オープニングセレモニー。左:染谷将太、右:阿部寛（2017年）